# Natação no Campeonato Europeu de Esportes Aquáticos de 2014 - 200 m borboleta feminino
A prova dos 200 metros borboleta feminino da natação no Campeonato Europeu de Esportes Aquáticos de 2014 ocorreu nos dias 23 e 24 de agosto em Berlim, na Alemanha. 

## Calendário
| Fase          | Data         | Hora  |
| ------------- | ------------ | ----- |
| Eliminatórias | 23 de agosto | 09:55 |
| Semifinal     | 23 de agosto | 17:15 |
| Final         | 24 de agosto | 16:20 |

Todos os horários estão no horário local (UTC+1)

## Recordes
Antes desta competição, os recordes eram os seguintes:
| Recorde mundial       | Liu Zige           | 2:01.81 | Jinan  | 20 de outubro de 2009 |
| Recorde europeu       | Katinka Hosszú     | 2:04.27 | Roma   | 29 de julho de 2009   |
| Recorde do campeonato | Otylia Jędrzejczak | 2:05.78 | Berlim | 4 de agosto de 2002   |

Os seguintes novos recordes foram estabelecidos durante esta competição. 
| Data         | Prova | Nadadora        | Nacionalidade | Tempo    | Recordes              |
| ------------ | ----- | --------------- | ------------- | -------- | --------------------- |
| 24 de agosto | Final | Mireia Belmonte | Espanha       | 2: 04.79 | Recorde do campeonato |

## Medalhistas
| Ouro                  | Prata                        | Bronze               |
| Mireia Belmonte (ESP) | Judit Ignacio Sorribes (ESP) | Katinka Hosszú (HUN) |

## Resultados

### Eliminatórias
Esses foram os resultados das eliminatórias. 
| Pos. | Bateria | Raia | Nadadora               | Nacionalidade | Tempo   | Notas |
| ---- | ------- | ---- | ---------------------- | ------------- | ------- | ----- |
| 1    | 3       | 4    | Mireia Belmonte        | Espanha       | 2:08.41 | Q     |
| 2    | 1       | 4    | Zsuzsanna Jakabos      | Hungria       | 2:08.73 | Q     |
| 3    | 1       | 6    | Martina van Berkel     | Suíça         | 2:08.81 | Q     |
| 4    | 2       | 4    | Katinka Hosszú         | Hungria       | 2:08.91 | Q     |
| 5    | 3       | 5    | Judit Ignacio Sorribes | Espanha       | 2:09.21 | Q     |
| 6    | 2       | 5    | Franziska Hentke       | Alemanha      | 2:10.60 | Q     |
| 7    | 2       | 7    | Anja Klinar            | Eslovênia     | 2:10.63 | Q     |
| 8    | 2       | 3    | Evelyn Verrasztó       | Hungria       | 2:10.97 |       |
| 9    | 3       | 3    | Aimee Willmott         | Reino Unido   | 2:11.56 | Q     |
| 10   | 1       | 2    | Lara Grangeon          | França        | 2:11.64 | Q     |
| 11   | 3       | 6    | Alessia Polieri        | Itália        | 2:11.77 | Q     |
| 12   | 1       | 3    | Jemma Lowe             | Reino Unido   | 2:11.86 | Q     |
| 13   | 1       | 7    | Keren Siebner          | Israel        | 2:12.19 | Q     |
| 14   | 1       | 5    | Stefania Pirozzi       | Itália        | 2:12.36 | Q     |
| 15   | 3       | 7    | Marie Wattel           | França        | 2:12.68 | Q     |
| 16   | 3       | 2    | Danielle Villars       | Suíça         | 2:12.70 | Q     |
| 17   | 2       | 2    | Yana Martynova         | Rússia        | 2:13.66 | Q     |
| 18   | 3       | 1    | Barbora Závadová       | Chéquia       | 2:13.71 |       |
| 19   | 3       | 0    | Sycerika McMahon       | Irlanda       | 2:13.75 |       |
| 20   | 2       | 6    | Sharon Rouwendaal      | Países Baixos | 2:14.10 |       |
| 21   | 2       | 1    | Tanja Kylliaeinen      | Finlândia     | 2:16.56 |       |
| 22   | 2       | 8    | Bianca Izabella        | Roménia       | 2:17.80 |       |
| 23   | 3       | 8    | Isabelle Mabboux       | França        | 2:18.57 |       |
| 24   | 1       | 8    | Lisa Stamm             | Suíça         | 2:19.35 |       |
| 25   | 1       | 1    | Alena Benešová         | Chéquia       | 2:21.08 |       |

### Semifinal
Esses foram os resultados das semifinais. 
Semifinal 1
| Pos. | Raia | Nadadora          | Nacionalidade | Tempo   | Notas |
| ---- | ---- | ----------------- | ------------- | ------- | ----- |
| 1    | 5    | Katinka Hosszú    | Hungria       | 2:08.83 | Q     |
| 2    | 3    | Franziska Hentke  | Alemanha      | 2:09.03 | Q     |
| 3    | 4    | Zsuzsanna Jakabos | Hungria       | 2:09.19 | Q     |
| 4    | 2    | Alessia Polieri   | Itália        | 2:10.31 | Q     |
| 5    | 8    | Yana Martynova    | Rússia        | 2:10.70 |       |
| 6    | 1    | Marie Wattel      | França        | 2:12.35 |       |
| 7    | 6    | Aimee Willmott    | Reino Unido   | 2:13.10 |       |
| 8    | 7    | Keren Siebner     | Israel        | 2:14.74 |       |

Semifinal 2
| Pos. | Raia | Nadadora               | Nacionalidade | Tempo   | Notas |
| ---- | ---- | ---------------------- | ------------- | ------- | ----- |
| 1    | 4    | Mireia Belmonte        | Espanha       | 2:06.53 | Q     |
| 2    | 3    | Judit Ignacio Sorribes | Espanha       | 2:07.44 | Q     |
| 3    | 5    | Martina van Berkel     | Suíça         | 2:08.45 | Q     |
| 4    | 1    | Stefania Pirozzi       | Itália        | 2:08.96 | Q     |
| 5    | 7    | Jemma Lowe             | Reino Unido   | 2:10.49 |       |
| 6    | 6    | Anja Klinar            | Eslovênia     | 2:10.76 |       |
| 7    | 2    | Lara Grangeon          | França        | 2:12.86 |       |
| 8    | 8    | Danielle Villars       | Suíça         | 2:13.44 |       |

### Final
Esse foi o resultado da final. 
| Pos.              | Raia | Nadadora               | Nacionalidade | Tempo   | Notas                 |
| ----------------- | ---- | ---------------------- | ------------- | ------- | --------------------- |
| Medalha de ouro   | 4    | Mireia Belmonte        | Espanha       | 2:04.79 | Recorde do campeonato |
| Medalha de prata  | 5    | Judit Ignacio Sorribes | Espanha       | 2:06.66 |                       |
| Medalha de bronze | 6    | Katinka Hosszú         | Hungria       | 2:07.28 |                       |
| 4                 | 1    | Zsuzsanna Jakabos      | Hungria       | 2:08.03 |                       |
| 5                 | 2    | Stefania Pirozzi       | Itália        | 2:08.31 |                       |
| 6                 | 7    | Franziska Hentke       | Alemanha      | 2:08.93 |                       |
| 7                 | 3    | Martina van Berkel     | Suíça         | 2:10.28 |                       |
| 8                 | 8    | Alessia Polieri        | Itália        | 2:11.58 |                       |

Legenda
| Recorde mundial       | Recorde mundial (World record)               |                       | Recorde africano                      | Recorde africano (African) |                                           | Q | Classificado por posição (Qualified) |
| Recorde do campeonato | Recorde do campeonato (Championship record)  | Recorde da América    | Recorde da América (Americas)         | q                          | Classificado por melhor tempo (Qualified) |   |                                      |
| Melhor marca do ano   | Melhor marca do ano (World leading)          | Recorde asiático      | Recorde asiático (Asian)              | DNS                        | Não largou (Did not start)                |   |                                      |
| Recorde nacional      | Recorde nacional (National record)           | Recorde europeu       | Recorde europeu (European)            | DNF                        | Não terminou (Did not finish)             |   |                                      |
| Recorde pessoal       | Recorde pessoal do atleta (Personal best)    | Recorde da Oceania    | Recorde da Oceania (Oceania)          | DSQ / DQ                   | Desclassificado (Disqualified)            |   |                                      |
| Recorde da temporada  | Recorde da temporada do atleta (Season best) | Recorde sul-americano | Recorde sul-americano (South America) | NM                         | Sem marca (No mark)                       |   |                                      |